# The Return of Josey Wales
The Return of Josey Wales è un film del 1986 diretto da Michael Parks, sequel del film di Clint Eastwood Il texano dagli occhi di ghiaccio (1976), a sua volta adattamento cinematografico di The Vengeance Trail of Josey Wales di Asa Earl Carter.

## Trama
Gli amici del pistolero Josey Wales vengono uccisi in Messico dai sostenitori dell'imperatore messicano Massimiliano. Un altro amico, Pablo, cavalca fino al ranch dove Josey, creduto morto dal governo degli Stati Uniti, vive tranquillamente con sua moglie Laura Lee, il loro figlio Jamie, sua nonna e Lupo Solitario. Dopo aver appreso della morte dei suoi amici, Wales si reca in Messico per affrontare un uomo di legge corrotto e far uscire di prigione un amico.